# Grand Prix François Faber
Der Grand Prix François Faber war das älteste Straßenradrennen in Luxemburg. 1918 wurde das erste Rennen ausgetragen. Es fand seitdem bis 2013 – mit einigen Unterbrechungen – jährlich statt. Von 1918 bis 1923 war das Rennen für Unabhängige und Berufsfahrer offen. Danach wurde es für die Amateure (bis zur Aufhebung dieser Klasse 1995) bzw. die Eliteklasse ausgerichtet.
Namensgeber ist der Luxemburgische Radrennfahrer François Faber.
Im Jahre 1977 übernahm der Verein ACC Contern von der UCA Wiltz die Organisation des Grand-Prix François Faber und veranstaltete es als Etappenrennen über mehrere Tage. Zuvor war das Rennen auch von verschiedenen anderen Radsportvereinen als auch (bereits in den Anfangsjahren) vom Radsportverband Luxemburgs organisiert worden.
Seit 1990 wurde der Grand Prix François Faber als Eintagesrennen ausgetragen.
Der 88. Grand-Prix François Faber fand 2010 statt auf einem 11-mal zu befahrenden Rundkurs von 11 Kilometern, d. h. über eine Renndistanz von 121 Kilometern. Der Kurs war leicht wellig und wies einen Höhenunterschied von 150 Metern pro Runde auf. Start und Ziel waren in der Rue de Luxembourg in Contern. Das Ziel war am Ende einer flachen Geraden von 250 Metern. 2013 fand die bisher letzte Austragung (Stand 2025) statt.

## Siege
| Jahr                          | Sieger                        | Jahr | Sieger                | Jahr | Sieger             |
| ----------------------------- | ----------------------------- | ---- | --------------------- | ---- | ------------------ |
| 2013                          | Massimo Morabito              | 2012 | ---                   | 2011 | Bob Jungels        |
| 2010                          | Christian Poos                | 2009 | Christian Poos        | 2008 | –                  |
| 2007                          | ---                           | 2006 | Morten Knudsen        | 2005 | Pascal Triebel     |
| 2004                          | William Grosdent              | 2003 | Julien Goossens       | 2002 | Vincenzo Centrone  |
| 2001                          | Jesper Agergård               | 2000 | Christian Theis       | 1999 | Kim Kirchen        |
| 1998                          | Gilles Riffel                 | 1997 | Erwin Vervecken       | 1996 | Dariusz Baranowski |
| 1995                          | Juris Silovs                  | 1994 | Arvis Piziks          | 1993 | Alex Pedersen      |
| 1992                          | Václav Toman                  | 1991 | Jörg Paffrath         | 1990 | Kai Hundertmarck   |
| 1989                          | Mark Gornall                  | 1988 | Tom Cordes            | 1987 | Gerrit de Vries    |
| 1986                          | Lars Wahlqvist                | 1985 | Raoul Fahlin          | 1984 | Jack Arvid Olsen   |
| 1983                          | Joey McLoughlin               | 1982 | Leon Nevels           | 1981 | Nico Ney           |
| 1980                          | Francis Da Silva              | 1979 | Eugène Urbany         | 1978 | Etienne De Wilde   |
| 1977                          | Dirk Heirweg                  | 1976 | Huub Neven            | 1975 | Lucien Didier      |
| 1974                          | Lucien Didier                 | 1973 | Lucien Didier         | 1972 | Willie Wilms       |
| 1971                          | Nicolai Dmitruk               | 1970 | Waleri Jardy          | 1969 | Marc Sohet         |
| 1968                          | Théo van der Leeuw            | 1967 | Jean-Pierre Meyhi     | 1966 | Willy Geraeds      |
| 1965                          | Gerard Vianen                 | 1964 | Benoit Van Roy        | 1963 | Gerrit de Wit      |
| 1962                          | Joseph Mathy                  | 1961 | Cees de Jongh         | 1960 | Achiel Vandeweyer  |
| 1959                          | Jan Hugens                    | 1958 | Roland Jubé           | 1957 | Robert Seneca      |
| 1956                          | Gaston Dumont                 | 1955 | Richard Jonjic        | 1954 | Flor van de Weyden |
| 1953                          | René Van Meenen               | 1952 | Richard Van Genechten | 1951 | Edy Hein           |
| 1950                          | Robert Bintz                  | 1949 | Robert Bintz          | 1948 | Henri Kellen       |
| 1947                          | Willy Kemp                    | 1946 | Joseph Bintener       | 1945 | Louis Thiétard     |
| 1944–1938 (nicht ausgetragen) | 1944–1938 (nicht ausgetragen) | 1937 | Aloyse Klensch        | 1935 | Paul Frantz        |
| 1934                          | Arsène Mersch                 | 1933 | Jean Majerus          | 1932 | Ferdinand Hein     |
| 1931                          | Carlo Zandona                 | 1930 | Nicolas Frantz        | 1929 | Marcel Pesch       |
| 1928                          | Émile Joly                    | 1927 | Constant Dyzers       | 1926 | Leon Briskot       |
| 1925                          | Charles Mondelaers            | 1924 | Leon Briskot          | 1923 | Nicolas Frantz     |
| 1922                          | Nicolas Frantz                | 1921 | Maurice Depauw        | 1920 | Adelin Benoît      |
| 1919                          | Hubert Noel                   | 1918 | Joseph Rasqui         |      |                    |